# Рейнхолд, Волдемар Андрей
Волдемар Рейнхолд (латыш. Voldemārs Reinholds; 23 июня 1903, Бауска — 4 июля 1986, Рига) — оберштурмбаннфюрер, командир Латышского добровольческого легиона СС. Кавалер Рыцарского креста Железного креста.

## Биография
Служил в латвийской армии с 1920 по 1939 год. Добровольно уволился из армии в звании старший лейтенант. В годы немецкой оккупации служил командиром 3-о полка 16-о Земгальского полицейского батальона. Батальон занимался охраной железных дорог, борьбой с партизанами, а также выполнением боевых задач на ленинградском фронте. 15 марта 1945 года принял командование 43-м гренадерским полком 19-й гренадерской дивизии СС. После войны скрывался, затем под вымышленным именем Андрей Островский работал электриком.
Был осужден на 25 лет, но освобожден после 15 лет заключения. Умер в 1986 году в Риге.